# 주름창자 굽이
인간 소화관의 해부학에서 횡행 결장에 두 개의 주름창자 굽이(colic flexure, 결장곡, 창자굽이, 결장굴곡) 또는 잘록창자 굽이 또는 굽이(curvature, 만곡)가 있다. 오른(주름)창자굽이(right colic flexure, 오른(잘록)창자굽이, 우결장굴곡)는 간 굽이(hepatic flexure)라고도 하며, 왼(주름)창자굽이(left colic flexure, 왼(잘록)창자굽이, 좌결장굴곡)는 지라 굽이(splenic flexure, 비장 굴곡)라고도 한다. "오른쪽"은 그림의 왼쪽에 표시될 수 있는 환자의 해부학적 오른쪽을 말한다.

## 구조

### 오른 창자 굽이
오른(주름)창자굽이(right colic flexure, 오른(잘록)창자굽이, 우결장굴곡)는 간 굽이(hepatic flexure)

### 왼 창자 굽이
왼(주름)창자굽이(left colic flexure, 왼(잘록)창자굽이, 좌결장굴곡)는 지라 굽이(splenic flexure, 비장 굴곡)

## 추가 그림

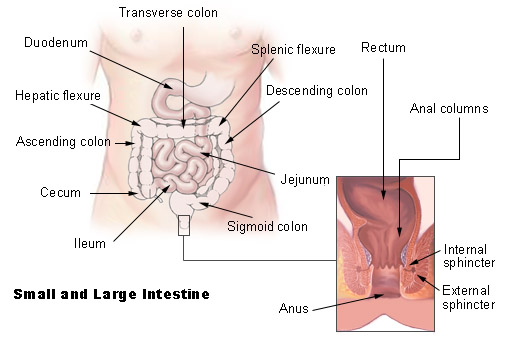
창자
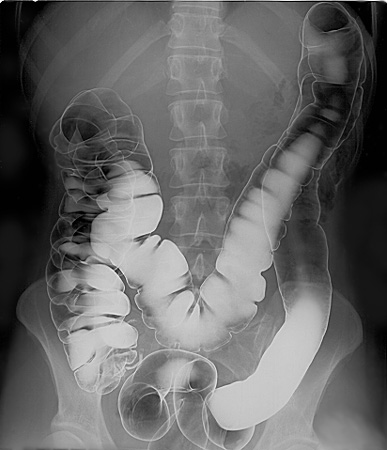
이중 대조 바륨 관장(double contrast barium enema) - 양성 및 음성 대조 사용

## 같이 보기
- 주름창자
- 구불 주름창자
- 막창자
- 곧창자
- 지라
- 간
- 샘빈창자굽이